# Ribas do Rio Pardo
Ribas do Rio Pardo este un oraș în Mato Grosso do Sul (MS), Brazilia.